# Bracelet électronique anti-alcool
Pour les articles homonymes, voir Bracelet électronique.
Le « bracelet anti-alcool » est un système de surveillance électronique que la personne porte en bracelet et qui fournit une estimation du taux d'alcool de sa transpiration, donc par extrapolation de son alcoolémie.
Ce système est utilisé dans certains pays afin de surveiller des conducteurs condamnés à l’abstinence pour conduite en état d’ébriété.